# 聯合颱風警報中心
聯合颱風警報中心（英語：Joint Typhoon Warning Center，縮寫：JTWC）是美國海軍和美國空軍聯合在夏威夷珍珠港設立的中心，負責為太平洋、印度洋及其他海域的熱帶氣旋發出警報。JTWC支援美國國防部的所有分支，以及其他美國政府機構。該中心製作數據的主要用途為保障軍用船艦及飛機的安全，並會傳送到與世界各國共同運作的軍方基地。聯合颱風警報中心原於1959年在關島尼米茲山創立。因為1995年的基地關閉與重整（Base Realignment and Closure）法案，1999年1月1日遷往珍珠港。
聯合颱風警報中心全年持續監察、分析及預測熱帶氣旋的行程、發展及動向，該中心的責任範圍覆蓋全球九成熱帶氣旋的活動範圍。聯合颱風警報中心為熱帶氣旋發出警報，但該中心採用美國官方以一分鐘時間測量持續風速的標準，而非世界氣象組織所建議的十分鐘。不過與美國國家颶風中心不同的是，聯合颱風警報中心並非使用薩菲爾-辛普森颶風等級。該中心目前由32名美國空軍及海軍人員運作，並使用了數個衛星系統、探測器、雷達、地表及高空全面數據和大氣模型去完成任務。在2000年前，聯合颱風警報中心亦負責對西太平洋風力達熱帶風暴級或以上的熱帶氣旋進行命名工作；但2000年起，替颱風命名改由日本氣象廳負責。

## 歷史
聯合颱風警報中心（JTWC）的起源可追溯至1945年6月，當時在關島上成立了艦隊天氣中心/颱風追蹤中心，在此之前，包括1944年12月的颱風眼鏡蛇和1945年6月的颱風康妮在內的多個颱風造成了重大的人員和船隻損失。當時，該中心是負責太平洋熱帶氣旋偵察和預警的三個海軍部隊和兩個空軍部隊之一。在接下來的幾年裡，由於各種通訊問題，各中心之間的熱帶警報協調有時很困難或不可能。
1958年，美國國防部氣象部門和国家气象局向太平洋司令部成立了聯合氣象委員會，並提議成立海軍和空軍聯合颱風分析和預報中心。隨後成立了一個委員會來研究這個問題，並在1959年1月發表了一份報告，建議建立該中心。根據該報告和1959年3月年度熱帶氣旋會議得出的結論，聯合氣象委員會正式敦促美國太平洋司令部（CINCPAC）總司令建立聯合颱風警報中心。CINCPAC 隨後向參謀長聯席會議請願，參謀長聯席會議批准該中心於1959年5月1日成立，並接受艦隊氣像中心指揮官的指揮。
聯合颱風警報中心最初由十人組成，其中每個軍種提供兩名軍官和三名士兵。它被要求為美國政府機構提供有關馬來半島和國際日期變更線之間所有熱帶氣旋的警告。他們還必須確定偵察要求，準備年度颱風摘要，並進行熱帶氣旋預報和檢測研究。1962年11月，颱風凱倫摧毀了艦隊氣像中心/聯合颱風預警中心的建築。 1965年，它搬遷到一棟更能抵禦颱風的建築物內。
1971年至1976年間，美國太平洋司令部逐漸擴大了聯合颱風警報中心的責任範圍，將國際日期變更線和非洲海岸之間的區域納入。 1978年10月，艦隊氣像中心/聯合颱風預警中心更名為海軍海洋指揮中心/聯合颱風預警中心，負責從海底到大氣層頂層的整個海洋環境。隨後，聯合颱風警告中心於1980年10月開始對非洲海岸和國際日期變更線之間的南半球發出警告。1999年1月1日，由於1995年基地重整與關閉委員會（Base Reignment and Closure Commission）的一輪調整，聯合颱風警報中心搬遷至珍珠港。 2011年10月，聯合颱風預警中心的名稱從「海軍海上預報中心/聯合颱風預警中心」更名為聯合颱風預警中心，這是其52年歷史上首次成為獨立的司令部。

### 備用聯合颱風警報中心
如果該機構實力減弱，備用聯合颱風預警中心（AJTWC）將承擔聯合颱風預警中心的功能。 AJTWC 最初被日本橫須賀的艦隊氣象設施指定為東京氣像中心，最終於1977年11月重新指定為珍珠港。備用聯合颱風預警中心第一次啟動是在1992年颱風奧馬爾經過關島之後，導致聯合颱風警報中心癱瘓11天。隨後，作為1995年基地調整和關閉委員會的一部分，備用聯合颱風警報中心被遷回橫須賀。

## 標準和實踐
截至2020年，該中心擁有約61名美國空軍和海軍人員。聯合颱風警報中心使用多個衛星系統和感測器、雷達、地面和高層天氣資料以及大氣模型來完成其任務。到1980年代，一種更現代化的熱帶氣旋預報方法已經出現。在開發自動熱帶氣旋預報系統（ATCF）之前，國防部用於預報熱帶氣旋路徑的工具是醋酸鹽、油脂鉛筆和不同的電腦程式。ATCF軟體由美國海軍研究實驗室從1986年開始為聯合颱風警報中心開發，並自1988年起使用。該軟體於1990年改良用於國家颶風中心（NHC）
聯合颱風警報中心遵循世界氣象組織（WMO）的風暴名稱規則，並遵守公認的熱帶氣旋和熱帶風暴強度準則，但使用美國標準測量1分鐘持續風速，而非WMO建議的 10分鐘跨度（請參閱萨菲尔-辛普森飓风风力等级）。聯合颱風警報中心不是 WMO 指定的區域專責氣象中心之一，也不是其熱帶氣旋預警中心之一，因為其主要任務是支持美國政府機構。聯合颱風警報中心全年監測、分析和預測熱帶氣旋的形成、發展和運動。其責任範圍涵蓋全球89%的熱帶氣旋活動。聯合颱風警告中心標示熱帶氣旋的方式會根據氣旋的位置和強度而有所不同。西太平洋系統使用基於風速的等級。在該機構負責區域的其他地方，無論估計強度如何，所有風速至少為34節（63公里/小時）的系統都被標記為「熱帶氣旋」。

## 產品
熱帶氣旋警告熱帶氣旋警告是聯合颱風警報中心針對熱帶氣旋發布的簡訊。它包含風暴的位置和方向、風速和風的分佈、它們的預報以及資訊的註釋。北太平洋和北印度洋（00Z、06Z、12Z、18Z）的警告每六小時更新一次，南太平洋和南印度洋（00Z、12Z）每十二小時更新一次。要發出警告，風暴系統必須符合以下一項或多項標準：
- 它必須具有封閉環流，並且在北太平洋最大持續風速為25 kn（45 km/h；30 mph），在南太平洋和印度洋最大持續風速為35 kn（65 km/h；40 mph） 。
- 封閉環流內的最大持續風速預計將在48小時內增加至35 kn（65 km/h；40 mph） 或更高。
- 72小時內可能危及生命和/或財產。
- 美国印度洋-太平洋司令部（USINDOPACOM）指示聯合颱風中心開始發出警告。

## 註解
1. ↑  一個聯合美國海軍和美国空軍的專責小組，並會為西太平洋或其他地區發出熱帶氣旋警告。[2]

## 外部連結
- （英文） 聯合颱風警報中心首頁 （页面存档备份，存于）